# Grain de sable (album)
Pour les articles homonymes, voir Grain de sable.
Albums de Tryo
Faut qu'ils s'activent
(2000) De bouches à oreilles...
(2004)
Grain de sable est le troisième album de Tryo, enregistré en studio. Il est sorti en juin 2003. Il subit un accueil mitigé autant des fans que du grand public[réf. nécessaire] car le groupe prit le parti de s'ouvrir à d'autres influences que le reggae (comme la folk et diverses musiques folkloriques orientales). 
L'album possède une ambiance uniforme mais des influences diverses qui l'ont rapproché de la world-music. Cultivant leurs aspects folk sur des textes engagés (Pomp'Afric et la multi-nationale Bolloré, Récréaction pour l'éducation) ou tendres (Serre-moi sur les femmes, Comme les journées sont longues pour le chômage), Si la vie m'a mis là qui affirme les opinions pro-palestiniennes du groupe, Apocalypticodramatic (qui voit l'ajout d'une section de cordes) parle quant à elle de la drogue et de ses effets pervers.
À noter qu'il devait y avoir une autre chanson sur cet album qui a été finalement supprimée, en effet COGEMA ne figure pas sur Grain de sable pour éviter les procès du géant nucléaire[réf. nécessaire]. Mais elle existe sur le CD live De bouches à oreilles... sous le nom de Co j'ai marre et en clip sur le DVD Tryo au Cabaret Sauvage. 

## Liste des chansons
| 1.          | G8                    | Guizmo          | Guizmo                                            | 2 min 54 s |
| 2.          | Sortez-les            | Christophe Mali | Christophe Mali                                   | 3 min 46 s |
| 3.          | Comme les journées    | Franck Monnet   | Franck Monnet                                     | 3 min 29 s |
| 4.          | Pompafric             | Guizmo          | Guizmo                                            | 3 min 50 s |
| 5.          | Si la vie m'a mis là  | Christophe Mali | Christophe Mali, Daniel Bravo, Manu Eveno, Guizmo | 5 min 35 s |
| 6.          | Dans les nuages       | Guizmo          | Guizmo                                            | 4 min 20 s |
| 7.          | Monsieur Bibendum     | Manu Eveno      | Manu Eveno                                        | 2 min 42 s |
| 8.          | Serre-moi             | Christophe Mali | Christophe Mali                                   | 3 min 50 s |
| 9.          | Ta réalité            | Guizmo          | Guizmo                                            | 3 min 50 s |
| 10.         | Récréaction           | Guizmo          | Guizmo et Hélène Bohy                             | 3 min 24 s |
| 11.         | Ballade en forêt      | Guizmo          | Guizmo                                            | 4 min 6 s  |
| 12.         | Désolé pour hier soir | Christophe Mali | Christophe Mali                                   | 3 min 41 s |
| 13.         | Pas pareil            | Christophe Mali | Christophe Mali                                   | 3 min 36 s |
| 14.         | Apocalypticodramatic  | Christophe Mali | Christophe Mali                                   | 3 min 52 s |
| 15.         | J'ai un but           | Guizmo          | Guizmo                                            | 3 min 52 s |
| 69 min 24 s |                       |                 |                                                   |            |

La chanson cachée, figurant toujours à la fin des albums du groupe, se trouve ici avant la première chanson.

## Classements et certifications
| Pays                | Meilleure position | Certification |
| ------------------- | ------------------ | ------------- |
| France              | 6                  | 2 × Or        |
| Belgique (Wallonie) | 27                 |               |
| Suisse              | 50                 |               |